# Ørsta
Ørsta é uma comuna da Noruega, com 803 km² de área e 10 267 habitantes (censo de 2004).